# Weikendorf
Weikendorf è un comune austriaco di 2 006 abitanti nel distretto di Gänserndorf, in Bassa Austria; ha lo status di comune mercato (Marktgemeinde).